# Гори (футболист)
Григорио Грасия Санчес (исп. Gregorio Gracia Sánchez; родился 15 мая 2002, Ареньс-де-Мунт, Испания) — испанский футболист, полузащитник клуба «Эспаньол».

## Футбольная карьера
Гори — уроженец муниципалитета Ареньс-де-Мунт, входящего в провинцию Барселона в составе автономного сообщества Каталония. Начинал заниматься футболом в командах Кателья и Дамм, в 13 лет перешёл в академию «Эспаньола». В сезоне 2020/2021 стал игроком второй команды. 24 октября 2020 года дебютировал в испанском первом дивизионе поединком против команды «Андорра». 21 февраля 2021 года забил свой дебютный мяч в профессиональном футболе, поразив ворота команды «Льягостера». Всего в дебютном сезоне Гори провёл 25 встреч, забил 1 мяч. Ближе к концу чемпионата полузащитник начал вызываться в основную команду, но на поле не появлялся.
Сезон 2021/2022 Гори начал с основой. 5 августа 2021 года он переподписал контракт с «Эспаньолом» на новых условиях. 14 августа 2021 года он дебютировал в Ла Лиге поединком против «Осасуны», выйдя на поле на замену на 82-й минуте вместо Давида Лопеса.
Также Гори провёл три встречи за сборную Испании среди юношей до 18 лет.

## Статистика выступлений
| Клуб             | Сезон            | Лига             | Лига  | Лига | Кубок | Кубок | Междунар. | Междунар. | Всего | Всего |
| Клуб             | Сезон            | Лига             | Матчи | Голы | Матчи | Голы  | Матчи     | Голы      | Матчи | Голы  |
| ---------------- | ---------------- | ---------------- | ----- | ---- | ----- | ----- | --------- | --------- | ----- | ----- |
| Эспаньол B       | 2020/2021        | Первый дивизион  | 25    | 1    | 0     | 0     | 0         | 0         | 25    | 1     |
| Эспаньол         | 2021/2022        | Примера          | 1     | 0    | 0     | 0     | 0         | 0         | 1     | 0     |
| Всего за карьеру | Всего за карьеру | Всего за карьеру | 26    | 1    | 0     | 0     | 0         | 0         | 26    | 1     |